# 特雷伊索
特雷伊索（義大利語：Treiso），是意大利库内奥省的一个市镇。总面积9平方公里，人口804人，人口密度89.3人/平方公里（2009年）。ISTAT代码为004230。